# Цзюньшань иньчжэнь
Цзюньшань Иньчжэнь (кит. упр. 君山银针, пиньинь jūn shān yín zhēn, «серебряные иглы с горы Цзюньшань») — китайский жёлтый чай, знаменитый чай Китая.
Чай собирают на острове Цзюньшань, находящемся в озере Дунтинху, что в провинции Хунань, поэтому слово «Цзюньшань» входит в его название. Вторая часть названия чая связана с тем, что его листья сворачиваются в трубочки, подобные иглам, а сами листья покрыты белыми ворсинками.